# Lotus arenarius
Lotus arenarius là một loài thực vật có hoa trong họ Đậu. Loài này được Brot. miêu tả khoa học đầu tiên.